# 馬宣哲
馬宣哲（？—？），和名宮平親方良廷，琉球國第二尚氏王朝政治家、三司官。
出生於馬氏宮平殿內家族。乾隆二十年（1755年），他以年頭使的身份出使薩摩藩。六月十一日（7月19日）抵達薩摩藩。九月八日（10月13日），他在薩摩藩被任命為三司官。十月二十日（11月23日），因別有公務，由向氏城間親方朝英代行年頭使之職，馬宣哲提早回國。乾隆二十三年十月初一日（1758年11月1日），獲賜紫地浮織冠。乾隆二十二年（1757年），他以王舅的身份，與紫金大夫鄭秉哲（伊佐川親雲上佑實）、使者向廷瑛（奧平親雲上朝喜）一起，跟隨冊封使全魁、周煌回到北京，向清朝謝恩。乾隆二十四年（1759年），為禀報謝恩使回國事，馬宣哲與毛如苞（官里親雲上）一起出使薩摩藩，同年回國。乾隆三十八年三月六日（1773年3月28日），獲賜青地五色浮織冠。乾隆三十九年五月十九日（1774年6月27日），王世子尚哲元服，由馬宣哲擔任烏帽子親。乾隆三十九年十一月二十二日（1774年12月24日），獲賜紫地五色浮織冠。乾隆四十年（1775年），同兩位同僚向邦鼎（湧川親方朝喬）、馬國器（與那原親方良矩），以及攝政尚和（讀谷山王子朝恆），聯名向尚穆王提議編撰賞罰科律。此提議立刻獲得尚穆王的批准。這部科律後來在乾隆五十一年（1786年）編纂完成，稱《琉球科律》，是為琉球歷史上第一部成文法。
馬宣哲於乾隆四十七年（1782年）致仕。